# Lubierz-Leśniczówka
Lubierz-Leśniczówka – osada leśna w Polsce położona w województwie mazowieckim, w powiecie węgrowskim, w gminie Stoczek.
W latach 1975–1998 miejscowość należała administracyjnie do województwa siedleckiego.